# Długowola (województwo lubelskie)
Długowola – wieś w Polsce położona w województwie lubelskim, w powiecie ryckim, w gminie Stężyca.  Leży przy drodze wojewódzkiej nr .
W latach 1975–1998 miejscowość należała administracyjnie do ówczesnego województwa lubelskiego.
Wieś jest sołectwem w gminie Stężyca. Według Narodowego Spisu Powszechnego z roku 2011 wieś liczyła 264 mieszkańców.
Wierni Kościoła rzymskokatolickiego należą do parafii św. Jakuba Apostoła w Piotrowicach.

## Historia
Długowola w wieku XIX – wieś w powiecie garwolińskim, ówczesnej gminie i parafii Pawłowice. 
Według spisu miast wsi i osiedli Królestwa Polskiego z roku 1827 było tu 32 domów i 191 mieszkańców. W roku 1881 wieś liczyła 30 domów zamieszkałych przez 380 mieszkańców z gruntem 603 mórg.